# Nudaurelia kilumilorum
Nudaurelia kilumilorum is een vlinder uit de familie nachtpauwogen (Saturniidae). De wetenschappelijke naam van de soort is voor het eerst geldig gepubliceerd in 2002 door Philippe Darge.